# オーシャンエナジーテクニカ
オーシャンエナジーテクニカ株式会社は、熊本県玉名郡和水町に本社を置く電動バイク、LVD照明機器のメーカーである。

## 概要
くまもと大学連携インキュベータの支援により2007年に設立。電動バイクの課題であったパワー不足を解消するため専用の変速機HiLミッションを開発、実用化し登坂力やスピードを向上させている。電動バイクは原付免許が必要となる。LVDランプの「PSEマーク」を取得している。

## 沿革
- 2007年 - 設立

## 製品

### 電動バイク
- Mopet BANBI
- MEROS-III（個人用）
- MEROS-G（業務用）
- NORSTER
- aico
- WARCAR-5